# پدرو خوآن کابالرو
پدرو خوآن کابالرو (به اسپانیایی: Pedro Juan Caballero, Paraguay) شهری در کشور پاراگوئه، استان امامبی است که جمعیت آن در سرشماری سال ۲۰۰۲ میلادی ۶۴٫۵۹۲ نفر بوده‌است.